# Championnats du monde de gymnastique aérobic 2018
Navigation
Incheon 2016 Bakou 2021
Les 15es championnats du monde de gymnastique aérobique ont lieu à Guimarães au Portugal du 1er au 3 juin 2018.

## Podiums
| Épreuves       | Or                                                         | Argent                                                                                    | Bronze                                                                                  |
| -------------- | ---------------------------------------------------------- | ----------------------------------------------------------------------------------------- | --------------------------------------------------------------------------------------- |
| Individuel     |                                                            |                                                                                           |                                                                                         |
| Hommes         | Mizuki Saito (JPN)                                         | Daniel Bali (HUN)                                                                         | Ivan Veloz (MEX)                                                                        |
| Femmes         | Riri Kitazume (JPN)                                        | Anastasiia Ziubina (RUS)                                                                  | Anna Bullo (ITA)                                                                        |
| Groupes        |                                                            |                                                                                           |                                                                                         |
| Couples mixtes | Italie Davide Donati Michele Castoldi                      | Roumanie Andreea Bogati Dacian Nicolae Barna                                              | Hongrie Daniel Bali Fanni Mazacs                                                        |
| Trio           | Russie Ekaterina Pykhtova Anastasiia Ziubina Elena Ivanova | Chine Xi Yuefeng Tao Xu Wang Haoyu                                                        | Chine Ma Dong Xu Xuesong Li Lingxiao                                                    |
| Groupes        | Chine Li Qi Wang Ke Ma Dong Xu Xuesong Li Lingfei          | Roumanie Andreea Bogati Dacian Nicolae Barna Gabriel Bocser Marian Brotei Mihai Alin Popa | Russie Garsevan Dzhanazian Ilia Ostapenko Roman Semenov Denis Sololvev Aleksei Germanov |
| Step           | Russie                                                     | Chine                                                                                     | Ukraine                                                                                 |
| Danse          | Corée du Sud                                               | Chine                                                                                     | Roumanie                                                                                |
| Équipes        |                                                            |                                                                                           |                                                                                         |
| Équipes        | Russie                                                     | Corée du Sud                                                                              | Roumanie                                                                                |